# Apeirogon
Apeirogon je izrojeni mnogokotnik s števno neskončnim številom stranic. Je limitna oblika zaporedja mnogokotnikov z več in več stranicami.
Podobno kot je mnogokotnik zaporedje daljic (robov) in kotov (vogalov). Običajni mnogokotnik nima konca, ker je zaprt. Tudi apeirogon nima konca, ker se nikoli ne da narediti neskončno korakov, da se pride do konca v poljubni smeri. Obstajajo tudi zaprti apeirogoni.

## Pravilni apeirogon
Pravilni apeirogon ima vse stranice enako dolge in vse kote enako velike. To je podobno kot pri pravilnem mnogokotniku. Schläflijev simbol je {∞}. Coxeter-Dinkinov diagram pa je . Simetrijska grupa je neskončna diedrska grupa.
Kadar so koti enaki 180°, apeirogon spominja na premico. 
......  
Premico se lahko obravnava kot krožnico z neskončno velikim polmerom. 

### Nagnjene oblike
Dolgo so mislili, da obstajajo samo pravilni primerki apeirogonov. Toda matematik Branko Grünbaum (rojen 1929) je odkril še dva.
Kadar se koti izmenično spreminjajo, apeirogon spominja na vzorec cik-cak.
......
Če bi se vsak kot premaknil iz ravnine prejšnjega kota, bi apeirogon spominjal na trirazsežno vijačnico. Takšni mnogokotniki se imenujejo nagnjeni. Risba na desni strani je trirazsežni pogled na takšen nagnjeni apeirogon.